# Stereodon plumaeformis
Stereodon plumaeformis là một loài Rêu trong họ Hypnaceae. Loài này được (Wilson) Mitt. mô tả khoa học đầu tiên năm 1865.